# Morikazu Toda
Morikazu Toda (jap. 戸田 盛和, Toda Morikazu; * 20. Oktober 1917 in der Präfektur Tokio; † 6. Oktober 2010) war ein japanischer Physiker, der sich mit statistischer Mechanik beschäftigt.

## Leben
Toda studierte Physik an der Kaiserlichen Universität Tokio (Abschluss 1940), war ab 1942 Assistenzprofessor an der Kaiserlichen Universität Keijō (heute Staatliche Universität Seoul) und ab 1949 Assistenzprofessor an der Pädagogischen Universität Tokio (heute: Universität Tsukuba). 1952 wurde er an der Universität Tokio promoviert und war danach Professor an der Pädagogischen Universität, wo er ab 1970 am Forschungsinstitut für Optik war und seit 1975 Professor Emeritus war. 1975 ging er an die Universität Chiba und 1976 bis etwa 1983 an die Staatliche Universität Yokohama. 1987 bis 1989 war er an der Fernuniversität University of the Air (heute Offene Universität Japan). Er war 1955 Gastwissenschaftler am Caltech, 1956 an der Freien Universität Brüssel, Gastprofessor in São Paulo (1970) und der Norwegischen Technischen Hochschule in Trondheim (1973).
Toda ist bekannt für ein exakt lösbares Modell der statistischen Mechanik, das Toda-Gitter (mit exponentiell abfallender Wechselwirkung der Gitternachbarn), die er ab 1967 untersuchte und Solitonenlösungen fand (wie schon in den 1950ern Enrico Fermi, Pasta, Stanislaw Ulam in einem anderen Gitter beim Fermi-Pasta-Ulam-Experiment, was Toda als Anregung diente).
Er wurde 1981 Mitglied der Norwegischen Akademie der Wissenschaften. 1981 erhielt er den Fujiwara-Preis und 1947 den Mainichi-Kulturpreis.

## Schriften
- Miki Wadati (Herausgeber): Selected Papers of Morikazu Toda. World Scientific 1993 (mit Biographischen Angaben).
- Theory of nonlinear lattices. Springer 1989.
- Nonlinear waves and solitons. KTK Scientific Publishers, Tokio 1989.
- mit Ryogo Kubo, Hashitsume, N. Saito: Statistical Physics. 2. Auflage, 2 Bände, Springer 1991.
- Development of the theory of a nonlinear lattice. In: Progress Theoretical Physics, Supplement, Bd. 59, 1976, S. 1–35.